# Stogursey
Stogursey is een civil parish in het bestuurlijke gebied Somerset West and Taunton, in het Engelse graafschap Somerset met 1407 inwoners.

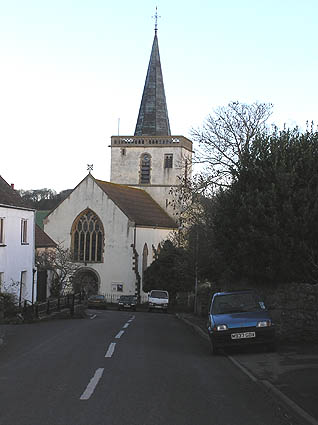
Kerk van Stogursey